# Cimbrios (política)

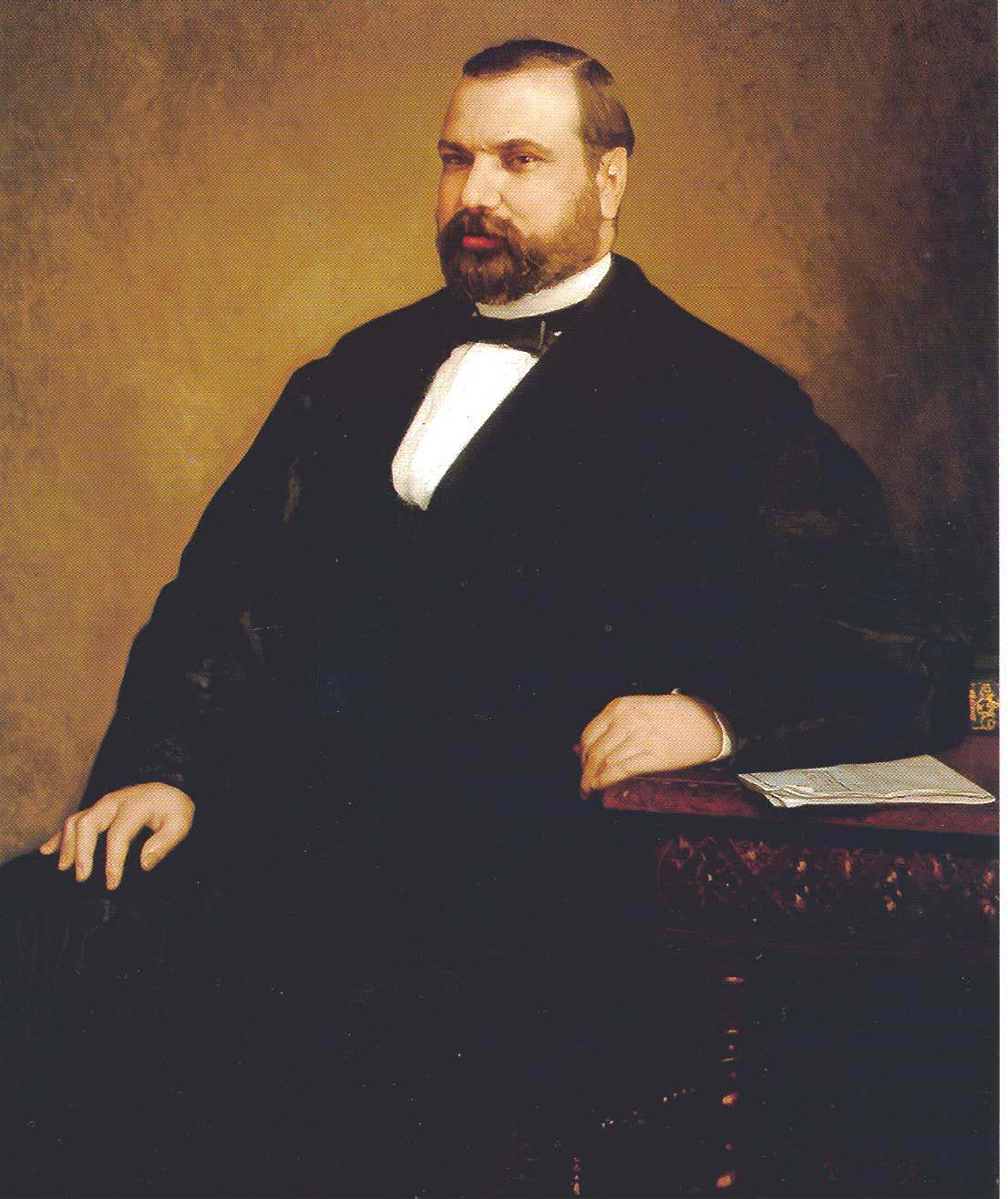
Nicolás María Rivero, retratado por Antonio Gisbert Pérez en 1873, fue uno de los líderes de los "cimbrios".

Los llamados cimbrios fueron un grupo político español surgido tras el triunfo de la Revolución de 1868 cuando el Partido Demócrata se transformó a finales de 1868 en el Partido Republicano Democrático Federal y un grupo de demócratas se decantaron por la "monarquía popular" defendida por el Gobierno Provisional de 1868-1871. Durante el reinado de Amadeo I los cimbrios, así llamados por la referencia que hizo el Gobierno Provisional en su manifiesto del 12 de noviembre de 1868 al pueblo pregermánico de los cimbrios que lucharon contra la República Romana en el siglo II a. C., se acabaron integrando en el Partido Radical de Manuel Ruiz Zorrilla. Sus principales líderes fueron Nicolás María Rivero, Cristino Martos y Manuel Becerra y Bermúdez.

## Historia
El Partido Demócrata fue una de las fuerzas firmantes del Pacto de Ostende que se coaligaron para derribar la Monarquía de Isabel II, junto con el Partido Progresista y la Unión Liberal. Cuando triunfó la revolución de 1868 que depuso a Isabel II se formó un Gobierno Provisional de 1868-1871 presidido por el general unionista Francisco Serrano y con el general progresista Juan Prim en la cartera de Guerra, y en el que no se integraron los demócratas porque sólo se les ofreció una única cartera.
Cuando el Gobierno Provisional se manifestó en favor de la Monarquía, rompiendo lo acordado en Ostende de esperar a las elecciones a Cortes Constituyentes para que cada partido de la coalición revolucionaria defendiera su postura a favor de la república o la monarquía, se abrió un debate en el Partido Demócrata sobre la compatibilidad de la monarquía con la democracia y sobre la "accidentalidad" de las formas de gobierno. La mayoría de los demócratas se decidieron por la república por lo que se refundó el partido bajo el nombre de Partido Republicano Democrático Federal, mientras la minoría encabezada por Rivero, Martos y Becerra defendió que lo fundamental era el reconocimiento del sufragio universal (masculino) y de los derechos y libertades individuales y no la forma de gobierno a la que consideraban "accidental". Esta minoría de demócratas que aprobaron la monarquía fueron llamados "cimbrios" por una frase del Manifiesto del Gobierno Provisional del 12 de noviembre de 1868 en la que se decía que estarían

abrazados a los principios políticos como aquellos antiguos cimbrios que combatían encadenados para mejor defender sus mujeres, sus hijos y su hacienda

Según Jorge Vilches, el monarquismo de los "cimbrios" era circunstancial porque apoyarían la monarquía hasta el momento en que las condiciones materiales y educativas del pueblo permitieran el carácter democrático de todas las instituciones, incluida la jefatura del Estado, sin que por ello peligrara la libertad. En una carta enviada por Nicolás María Rivero al diario granadino La Idea, y que luego fue reproducida, el 23 de febrero de 1869, por La Época, decía que asegurada la democracia,

la República no está más que aplazada, y yo tengo la seguridad de que el día que los españoles sepan usar con mesura de todas las libertades, la República está hecha